# زراعة أحادية
الزراعة الأحادية هي زراعة وإنتاج وتنمية محصول واحد في مساحة واسعة من الأرض أو لسنوات متتالية. و هذا المصطلح يستخدم في حقول واسعة. و هذا النوع من الزراعة يستخدم عادة من قبل مزارعين يرغبون في زراعة انتشارية وواسعة.

## استخدام الأراضي

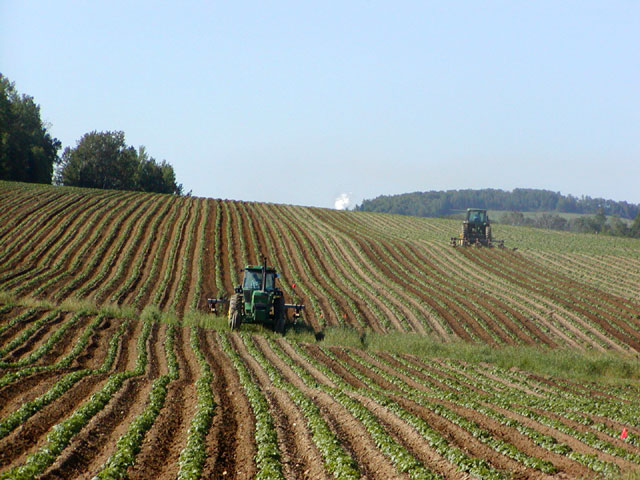
حقول البطاطا

هذا المصطلح يستخدم في علم الزراعة لوصف زراعة المحاصيل في نفس النمط لتنمية المحاصيل المتشابهة الجينات. و أمثلة على ذلك: حقول القمح و بساتين التفاح و كروم العنب. هذا المبدأ للزراعة يتطلب معدات ومتطلبات خاصة للحصول على محاصيل كثيرة في أراض أقل مساحة لكن الصيانة والزراعة و الحصاد له مقاييس ومعايير خاصة. حيث أن هذه المعايير تؤدي إلى نفايات أقل. و هذا النوع من الزراعة مفيد لأن هذه المحاصيل المزروعة يمكن أن تزرع في مناطق لمحاربة وتقليل الجفاف و التربة المالحة و المواسم ذات الحصاد القليل.
في السنين الأربعين الأخيرة الزراعة المتطورة من الزراعة الأحادية أدت إلى تقليل حجم الأراضي المستخدمة في الزرعة وزيادة في حجم المحاصيل الناتجة. نجاح هذا النوع من الزراعة أدى إلى إنتاج كمية هائلة من أنواع الطعام مما أدى إلى تقليل أسعار المحاصيل التي يستلمها المزارعون.

## الغابات

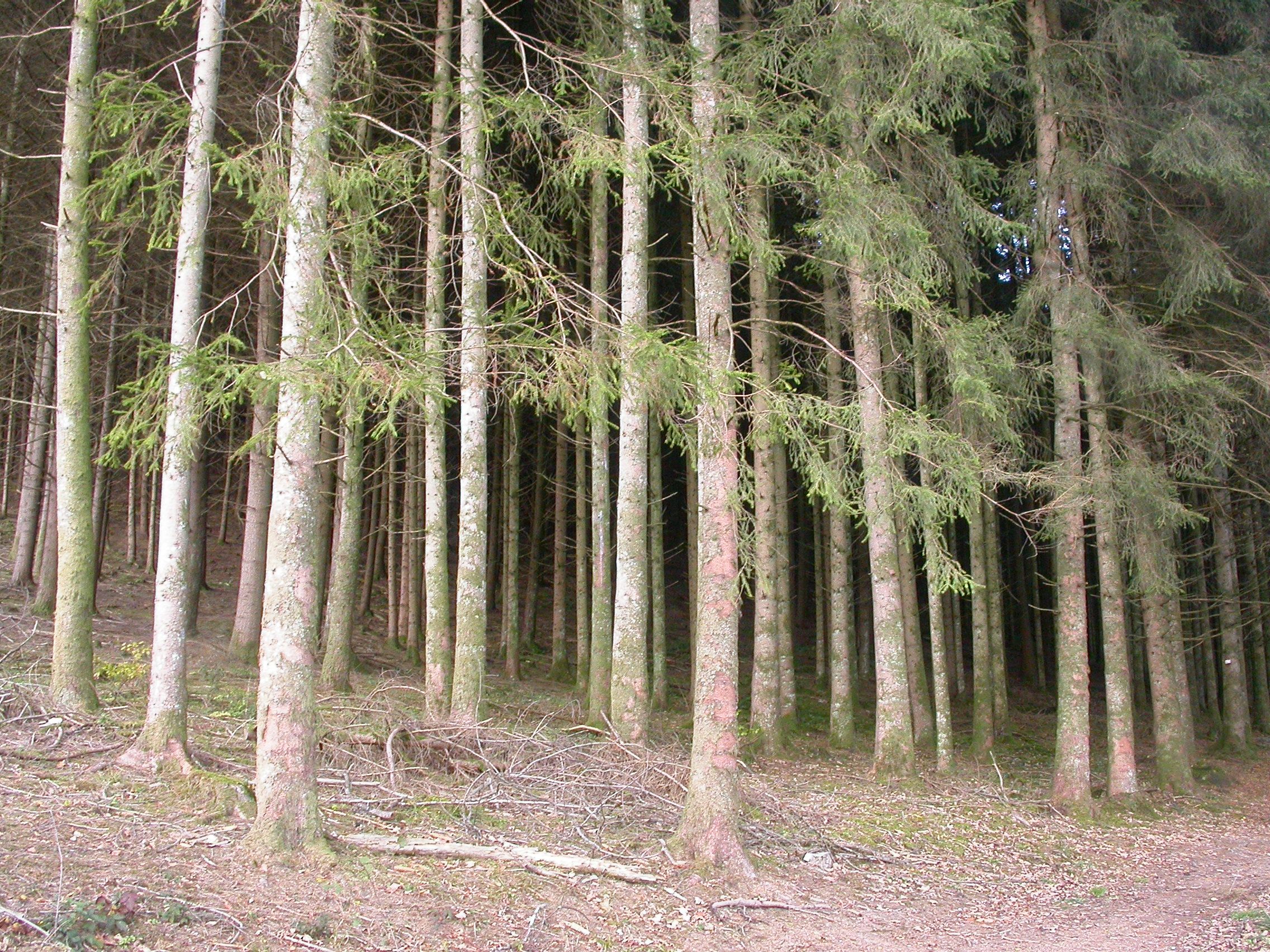
إدارة الغابات المكثفة – زراعة الأحادية وتأثيرها على النظام البيئي

في الغابات، الزراعة الأحادية تعني زراعة نوع واحد من الأشجار. حيث أن الزراعة الأحادية في الغابات تؤدي إلى محاصيل كثيرة ونمو أكثر وأيضاً حصاد أكثر من الأشجار التي تزرع بطرق أخرى.
الأشجار من النوع الواحد تنمو طبيعياً مع بعضها البعض ولكن الأشجار في الغابات تحوي التنوع حيث أن بعض الأشجار ميتة وبعضها صغيرة في مرحلة النمو. أما الزراعة الأحادية في الغابات تؤدي إلى تقليل المواطن المناسبة للحيوانات حيث أن بعضها يتطلب أشجار ميتة، وأيضاً بما أن هذه الأشجار تكون في نفس الحجم فإنها تحصد عن طريق قطع كامل للأشجار مما يؤدي إلى تغير فادح في المواطن للكائنات. 
و أيضاً الزراعة الأحادية للأشجار تكون أكثر ضعفا فعندما تتعرض لهجوم من قبل الحشرات وأيضاً لا تتحمل التغيرات المناخية.

## فشل المحاصيل الفاجع
الاعتماد على الزراعة الأحادية بشكل كبير قد يؤدي إلى خطأ فادح عندما تعرض شجرة إلى كائنات دقيقة معينة أو إلى تغير مناخي. 
حيث أن المجاعة الأيرلندية الكبيرة التي كانت بسبب تعرض البطاطا إلى فطر أدى إلى خسائر كبيرة.

## وصلات خارجية
- Monoculture and disease